# 3118 Claytonsmith
3118 Claytonsmith è un asteroide della fascia principale del diametro medio di circa 32,86 km. Scoperto nel 1974, presenta un'orbita caratterizzata da un semiasse maggiore pari a 3,0336554 UA e da un'eccentricità di 0,0631288, inclinata di 13,26265° rispetto all'eclittica.
L'asteroide è dedicato all'esperto di astrometria Clayton Albert Smith, direttore dello Yale-Columbia Southern Observatory dal 1968 al 1970.